# Sáo
De sáo (ook wel sáo trúc genaamd) is een kleine dwarsfluit die in de muziek van Vietnam populair is. Het is een dunne cilindrische fluit, 40 tot 55 cm lang met een diameter van 1,5 tot 2 cm, die van bamboe of hout is gemaakt. De houten versies zijn dikwijls ingelegd met fraaie versieringen.
Deze fluit heeft een ovaal blaasgat en zes vingergaten en daardoor kan er diatonisch op gespeeld worden. Sommige hedendaagse spelers hebben er vier extra gaten aan toegevoegd, om ook halvetoonafstanden te kunnen spelen.
De sáo wordt gebruikt in de volksmuziek van Vietnam, maar ook in concert- en hofmuziek van de voormalige koningen.

## Etymologie
Het Vietnamese woord trúc komt van het Chinese woord zhú: 竹 , wat bamboe betekent.